# Années 520 av. J.-C.
Les années 520 av. J.-C. couvrent les années de 529 av. J.-C. à 520 av. J.-C.

## Événements

### Proche-Orient

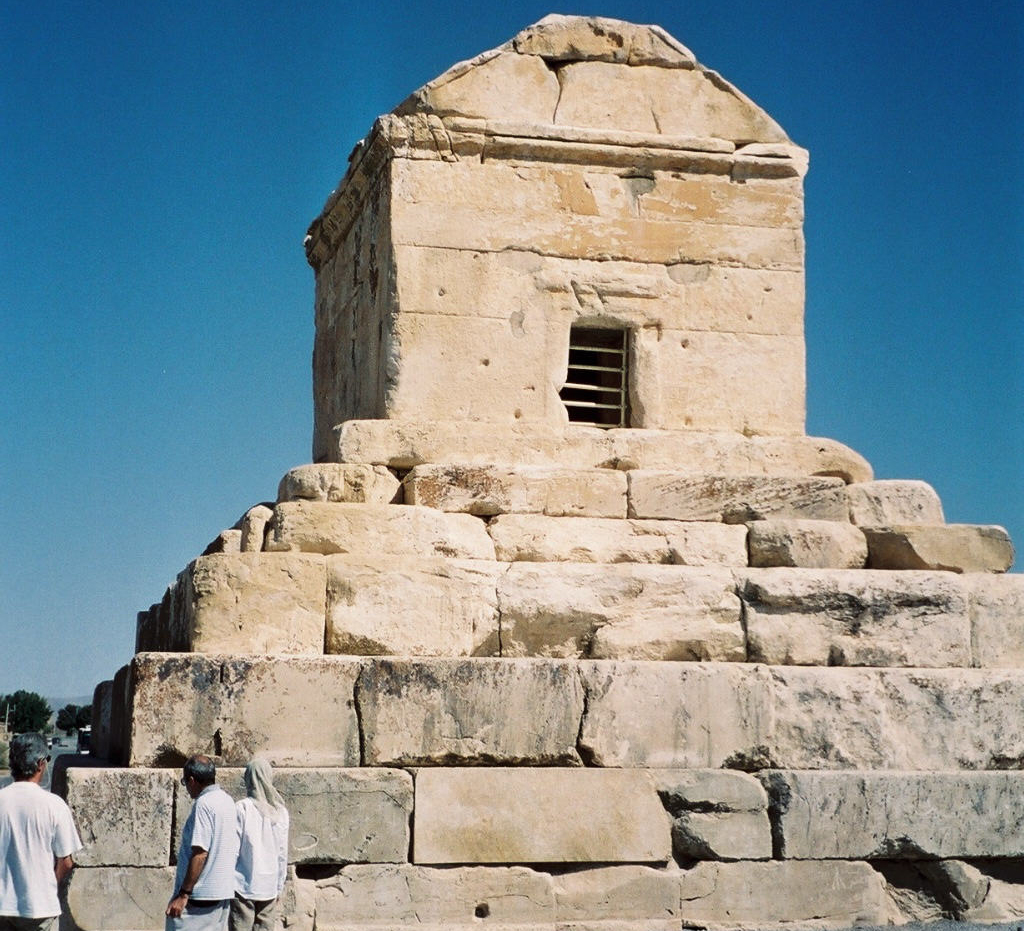
Tombe de Cyrus le Grand.

- 529 av. J.-C. : mort de Cyrus II, roi achéménide de Perse, au cours d’une campagne militaire contre les Massagètes et les Derbices[1]. Il désigne son fils ainé Cambyse II pour lui succéder, tandis que son frère Bardiya reçoit un grand gouvernement en Asie centrale[2]. Cambyse, soutenu dans sa lutte contre son frère par la caste des mages, leur donne la garde du tombeau de son père et fait de leur chef, Oropastes, son homme de confiance et lui confie la régence à son départ pour la campagne d’Égypte[3].
- 526-525 av. J.-C. : règne en Égypte du pharaon Psammétique III[2].

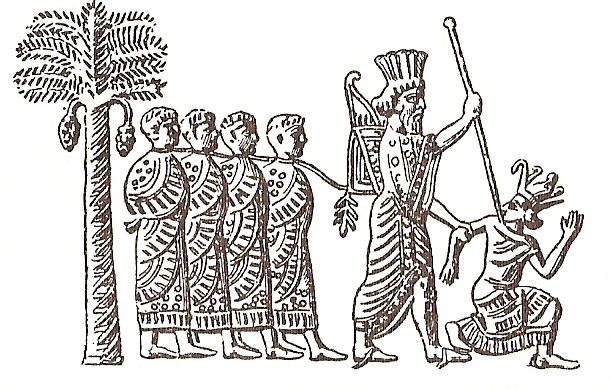
Cambyse II capturant Psammétique III ; sceau perse du VIe siècle av. J.-C. Hérodote présente Cambyse l’esprit troublé, qui se livre à de nombreuses violences, telles que la profanation du tombeau d’Amasis à Saïs, le meurtre du taureau Apis et de ses desservants et celui de sa sœur Roxane, qui l’avait suivi en Égypte. Il semble que ce portrait soit à nuancer : le taureau Apis mort en 524 av. J.-C. a été embaumé et inhumé par Cambyse dans les règles, Amasis est dénoncé comme usurpateur et Cambyse revêt tous les attributs du pharaon.

- 525 av. J.-C. :
  - Mai-juin[5] : le roi perse Cambyse II, après avoir éliminé son frère Bardiya (selon Darius et Ctésias[2]), conquiert l’Égypte. Polycrate tyran de Samos, allié du pharaon, trahit ce dernier et fournit une quarantaine de navires à Cambyse pour l’invasion de l’Égypte ; le mercenaire carien Phanès d’Halicarnasse fait défection lui aussi et rejoint les Perses. Le pharaon Psammétique III est vaincu à la bataille de Péluse. Il se replie à Memphis, où assiégé et à nouveau vaincu, il est fait prisonnier, puis ayant conspiré contre les Perses, contraint au suicide[2]. Cambyse II devient roi de Haute et Basse-Égypte sous le nom de Mésoutirê[6]. Il avance jusqu’en Nubie et en Libye (XXVIIe dynastie, fin en 404 av. J.-C.). Il échoue contre Siouah (Oasis d’Amon) et l’Éthiopie. Selon Hérodote, il aurait perdu une armée de 50 000 hommes dans le désert de Libye, ensevelis par une tempête de sable. Il renonce à attaquer Carthage[2].
- 525-498 av. J.-C. : règne d’Hidaspe (Houdasew), roi de Napata-Méroé ; au moment où Cambyse II a envahi l’Égypte et souhaite conquérir la Nubie, un roi d’Aksoum est mentionné à la cour d’Hidaspe et participe à une coalition contre les Perses, qui sont repoussés en Égypte[7].
- 16 juillet 523 av. J.-C. : éclipse lunaire observée à Babylone[8],[9].

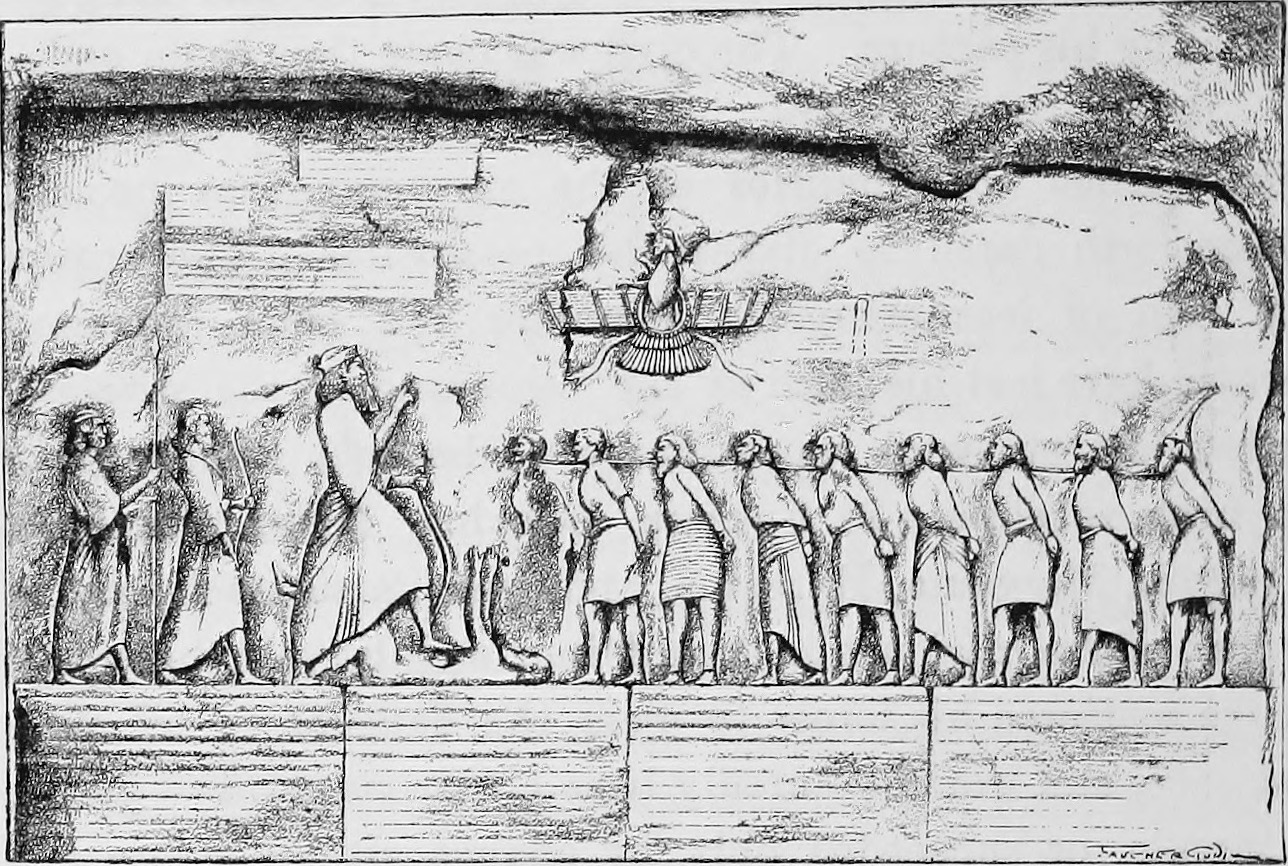
Le relief de Behistun montre le roi Darius face aux neuf rois menteurs vaincus : Gaumata, représenté couché sur le dos, çina, NidintuBl, Fravartis, Martiya, Ciçantakhma, Vayazdta, Arkha, Frda.

- 11 mars 522 av. J.-C. : alors que Cambyse guerroie en Égypte, Oropastes, maître du gouvernement en Perse, conçoit le projet de rétablir l’ancien empire des Mèdes. Il fait passer auprès du peuple son frère le mage Gaumata pour Smerdis (Bardiya), selon la version d’Hérodote et de Darius[3] ; Gaumata est reconnu en Babylonie dès le mois d’avril, et le 1er juillet, après la mort de Cambyse, il s’empare officiellement du pouvoir[2]. Mais les chefs des principaux clans perses, dont Darius, ne se laissent pas abuser[3]. Cambyse, sans descendance, meurt au début de l’été en Syrie alors qu’il est en route vers la Perse, des suites d’une blessure accidentelle avec son épée où la gangrène s’est mise[2].
- 29 septembre 522 av. J.-C. : les nobles Perses se débarrassent du mage Gaumata, qui se faisait passer pour Bardiya. Darius Ier, fils du satrape d’Hyrcanie Hystaspès, qui appartient à une branche collatérale de la famille des Achéménides, monte sur le trône de l’Empire perse (521-485 av. J.-C.). Il doit lutter 14 mois pour imposer son autorité aux provinces révoltées : Perse (le faux Bardiya, Vahyazdta), Babylonie (Nabuchodonosor III et IV), Élam (çina, Martiya), Médie (Fravartis), Sagartie (Ciçantakhma), Arménie, Parthie, Margiane (Frda)[2]...
- Octobre-décembre 522 av. J.-C. : révolte de Nindintu-Bêl à Babylone contre la domination perse. Il se proclame roi sous le nom de Nabuchodonosor III[10]. Il est mis à mort le 18 décembre après avoir subi deux défaites successives[2].
- Fin décembre 522 av. J.-C. : les Arméniens révoltés sont vaincus en Assyrie par Vaumisa, un des généraux de Darius. La révolte arménienne dure jusqu’en juin 521 av. J.-C., malgré les victoires de Vaumisa et de Dadarši[2]. Le nom d’Arménie apparaît pour la première fois dans l’inscription de Behistun, commémorant la victoire de Darius. L’Arménie conquise est organisée en satrapie mais garde une large autonomie.
- 12 janvier 521 av. J.-C. : le Perse Vidarna est vainqueur de Fravartis en Médie. À la mi-janvier 521 av. J.-C., Darius quitte Babylone pour établir son quartier général en Médie face au rebelle Fravartis[2].
- 21 février 521 av. J.-C. : le satrape Vivna remporte une victoire en Arachosie[2].
- 8 mars 521 av. J.-C. : Hystaspès, père de Darius, est victorieux des partisans de Fravartis en Parthie-Hycarnie[2].
- 8 mai 521 av. J.-C. : victoire de Darius Ier sur le chef mède Fravartis. Il s’établit à Ecbatane ; Fravartis est capturé à Rhagai de Médie[2].
- 15 juillet 521 av. J.-C. : Vahyazdta, qui s’est proclamé roi de Perse, est battu par les troupes de Darius et exécuté[2].
- 27 novembre 521 av. J.-C. : Arkha (Araka), un Arménien qui s’était proclamé roi à Babylone en août sous le nom de Nabuchodonosor IV, est empalé avec ses partisans par le général de Darius Ier Vindafârna[10].

### Europe

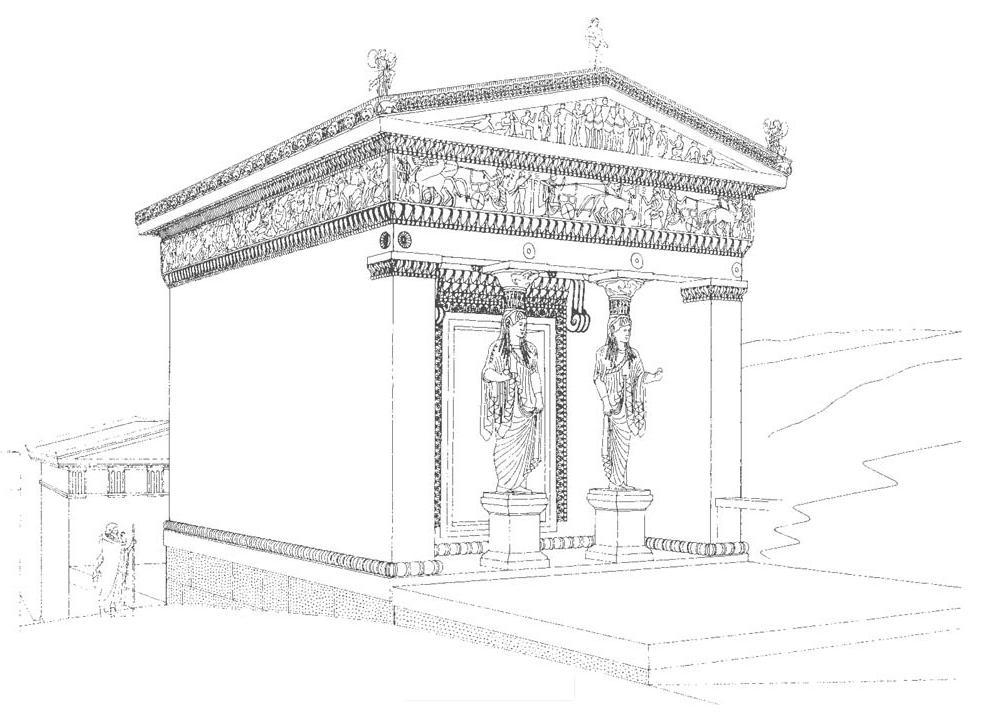
Reconstitution du trésor de Siphnos, Theophil Hansen, 1837.

- Vers 530-525 av. J.-C. : construction du trésor de Siphnos à Delphes[11].
- 527-510 av. J.-C. : tyrannie d’Hippias et de son frère Hipparque, les deux fils de Pisistrate, à Athènes[12]. Hipparque accorde une attention particulière aux arts. Il invite les poètes Anacréon et Simonide de Céos à Athènes. Un recueil définitif des œuvres d’Homère est assemblé et la récitation de poèmes est instituée comme partie intégrante de la fête d’Athéna}[13].
- 525-524 av. J.-C. : Clisthène est élu archonte à Athènes[14].

- Vers 525 av. J.-C. :

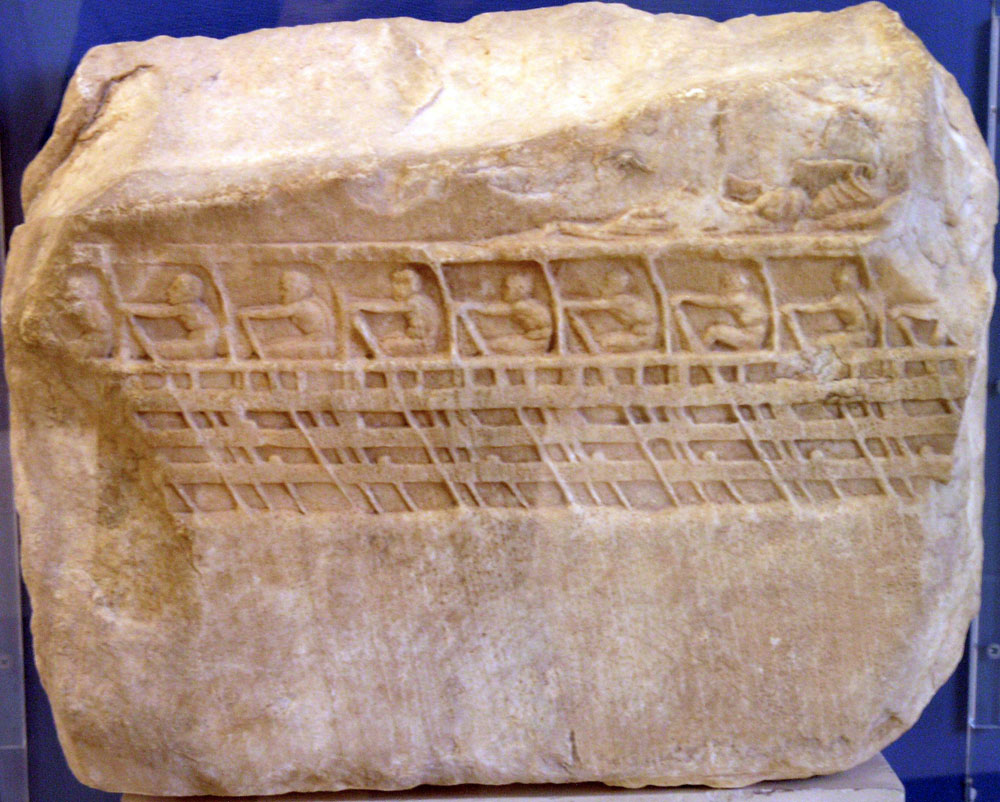
Bas-relief représentant une trière, vers 410-400 av. J.-C., musée de l'Acropole d'Athènes

  - les Étrusques prennent Felsina (Bologne) et s’établissent dans la vallée du Pô (Spina, Marzabotto)[15].
  - hégémonie de Thèbes en Béotie. Elle élabore une structure politique comportant des magistrats fédéraux et une monnaie commune (cf. 395 av. J.-C.)[14].
  - première mention des trières par Hérodote, apparues dans les années 550-525 av. J.-C. (Samos)[2].
- Après 525 av. J.-C. : l’usage de la monnaie se diffuse dans les colonies commerciales de la Grèce du Nord (Thasos, Abdère) et en Macédoine (mines d’argent du Pangée). Frappe importante de monnaies (tétradrachmes) à Athènes pendant la tyrannie d’Hippias[14]. Marseille frappe ses premières monnaies d'argent anépigraphes[16].
- 524-523 av. J.-C. : Miltiade est élu archonte à Athènes[14].
- 524 av. J.-C. :
  - les Étrusques, établis en Campanie depuis la fin du VIIe siècle, sont bloqués dans leur expansion par les colonies grecques de Naples et de Cumes. Ils tentent contre Cumes un effort décisif. Sous le commandement d’Aristodème de Cumes, la ville les repousse, et passe à l’offensive en marchant sur le Latium qui se soulève contre les Étrusques. Aristodème est victorieux près d’Aricia (504 av. J.-C.)[17].
  - intervention de Sparte et d’exilés Samiens contre Polycrate de Samos. Après l’échec d’une attaque sur Samos et quarante jours de siège, les Lacédémoniens abandonnent les bannis qui mènent un raid contre Siphnos, puis s’établissent à Cydonia d’où ils sont chassés cinq ans plus tard par les Crétois alliés aux Éginètes[18].
- 522 av. J.-C. : Polycrate, tyran de Samos, est attiré à Magnésie par le satrape de Sardes, Oroitès et accusé de trahison. Il est crucifié. Son secrétaire, Maïandrios, lui succède jusqu’à la prise de Samos par les Perses en 516 av. J.-C.. L’île est alors confiée par Darius au tyran Syloson, frère de Polycrate[18].
- 522/521 av. J.-C. : dédicace de l’autel des douze dieux sur l’agora d’Athènes, sous l’archontat de Pisistrate le Jeune. C’est le point de départ des routes de l’Attique, bornées par des « Hermès » quadrangulaires gravés de sentences morales par Hipparque[19].